# Vilhenabates similis
Vilhenabates similis är en kvalsterart som först beskrevs av Sandór Mahunka 1988.  Vilhenabates similis ingår i släktet Vilhenabates och familjen Protoribatidae. Inga underarter finns listade i Catalogue of Life.